# Mifune - Dogma 3
Mifune - Dogma 3 (Danese: Mifunes sidste sang; in Nordamerica e Svezia: Mifune) è un film del 1999 diretto da Søren Kragh-Jacobsen.
Il film è il terzo ad essere fatto in accordo alle regole del Dogma 95. È stato un grande successo in Danimarca e anche un blockbuster internazionale, classificato tra i dieci film danesi più venduti in tutto il mondo.

## Trama
Girato secondo le norme del Dogma 95, il film è insieme commedia e tragedia, in cui si mischiano buoni sentimenti, anime semplici e autentiche, pazzia, frustrazione e  ritardo mentale, cattiverie e viscidi comportamenti opportunistici tipici borghesi, alcolismo, prostituzione, famiglie a pezzi, morte, bigottismo religioso e ufo, ma tanta voglia di felicità, serenità, normalità, che finiscono per identificarsi con il povero ma autentico ambiente di campagna.
La casa in rovina del giovane Kresten, protagonista - appena sposato con Claire, una donnetta isterica e opportunista - è in realtà la sua stessa anima. A causa della morte del padre, Kresten è costretto a lasciare la neo moglie per raggiungere -e salvare da se stesso- il povero fratello ritardato mentale, Rud. Rud è un’anima semplice, crede agli ufo e ricorda tanto il giovane conducente del tram inesistente nel film Dodes'ka-den: il collegamento col cinema giapponese forse  sovviene, non solo per lo stato di degrado in cui vivono padre e figlio ritardato, ma anche per la comparsa simbolica del samurai Mifune, che per Rud è il corrispettivo sia del lupo cattivo delle fiabe per bambini sia dell’eroe dei fumetti manga. Kresten organizza il funerale del padre e cerca una colf per il fratello: arriva la bella Liva, in realtà una prostituta in fuga da un presunto stalker. La giovane donna però sa fare i servizi e  riporta in casa un minimo di decenza e d’ordine. Non solo: riuscirà a rimettere ordine nella sua vita e a dare una famiglia e amore a Kresten, Rud e stabilità anche al suo fratellino (che si scoprirà essere lui lo stalker, per mostrare il suo disagio e attirare l'attenzione della sorella maggiore)

## Riconoscimenti
- 1999 - Festival internazionale del cinema di Berlino
  - Orso d'argento
- 2000 - Premio Robert
  - Miglior attore non protagonista (Jesper Asholt)
  - Miglior montaggio